# Rimbez-et-Baudiets
Rimbez-et-Baudiets är en kommun i departementet Landes i regionen Nouvelle-Aquitaine i sydvästra Frankrike. Kommunen ligger i kantonen Gabarret som tillhör arrondissementet Mont-de-Marsan. År 2022 hade Rimbez-et-Baudiets 104 invånare.

## Befolkningsutveckling
Antalet invånare i kommunen Rimbez-et-Baudiets
Referens:INSEE